# Conseil central des Juifs en Allemagne
Le Conseil central des Juifs en Allemagne (Zentralrat der Juden in Deutschland, ZDJ) est la plus grande organisation fédérant les communautés et associations régionales juives en Allemagne. Il a été fondé le 19 juillet 1950 à Francfort-sur-le-Main et a son siège à Berlin depuis 1999. Vingt-trois associations régionales et 108 communautés, regroupant 105 000 membres, en font partie. Le président du Conseil central des Juifs en Allemagne est, depuis novembre 2014, le médecin bavarois Josef Schuster. Le Conseil central des Juifs en Allemagne est affilié au Congrès juif mondial.

## Liste des présidents
- 1954–1963 : Heinz Galinski
- 1963–1969 : Herbert Lewin
- 1969–1988 : Werner Nachmann
- 1988–1992 : Heinz Galinski
- 1992–1999 : Ignatz Bubis
- 2000–2006 : Paul Spiegel
- 2006–2010 : Charlotte Knobloch
- 2010–2014 : Dieter Graumann
- Depuis le 30 novembre 2014 : Josef Schuster